# Bharat Ratna
Il Bharat Ratna è la più alta onorificenza civile della Repubblica indiana, conferita come più alto riconoscimento per servizi resi alla nazione. Il premio è stato istituito dal primo presidente indiano Rajendra Prasad il 2 gennaio 1954. È stato conferito a persone indiane e non, fra cui Nelson Mandela, Madre Teresa di Calcutta, Chakravarthi Rajagopalachari e Amartya Sen.

## Elenco dei destinatari
| Anno | Laureati                 | Stato / Paese                                     | Primo Ministro / Partito al Potere                   | Note |
| ---- | ------------------------ | ------------------------------------------------- | ---------------------------------------------------- | --- |
| 1954 | C. Rajagopalachari       | Tamil Nadu                                        | Jawaharlal Nehru, Indian National Congress           | Attivista, statista e avvocato indiano indipendente, Rajagopalachari è stato l'unico indiano e l'ultimo governatore generale dell'India indipendente. Fu Primo Ministro della presidenza di Madras (1937-1939) e dello stato di Madras (1952-1954); e fondatore del partito politico indiano Swatantra Party. |
| 1954 | Sarvepalli Radhakrishnan | Tamil Nadu                                        | Jawaharlal Nehru, Indian National Congress           | Il filosofo Radhakrishnan fu primo vicepresidente dell'India (1952-1962) e secondo presidente (1962-1967). Dal 1962, il suo compleanno il 5 settembre viene osservato come "Festa degli insegnanti" in India. |
| 1954 | C. V. Raman              | Tamil Nadu                                        | Jawaharlal Nehru, Indian National Congress           | Ampiamente noto per il suo lavoro sulla dispersione della luce e la scoperta dell'effetto, meglio noto come "scattering Raman", Raman lavorò principalmente nel campo della fisica atomica e dell'elettromagnetismo e nel 1930 fu insignito del Premio Nobel per la fisica. |
| 1955 | Bhagwan Das              | Uttar Pradesh                                     | Jawaharlal Nehru, Indian National Congress           | Attivista per l'indipendenza, filosofo ed educatore, Das è un co-fondatore del Mahatma Gandhi Kashi Vidyapith e ha lavorato con Madan Mohan Malaviya per la fondazione della Banaras Hindu University. |
| 1955 | M. Visvesvaraya          | Karnataka                                         | Jawaharlal Nehru, Indian National Congress           | Ingegnere civile, statista e Diwan di Mysore (1912–18), Visvesvaraya era un comandante del cavaliere dell'Ordine dell'Impero indiano. Il suo compleanno, il 15 settembre, è osservato come "Il giorno dell'ingegnere" in India. |
| 1955 | Jawaharlal Nehru         | Uttar Pradesh                                     | Jawaharlal Nehru, Indian National Congress           | Attivista e autore di indipendenza, Nehru è il primo e il primo ministro indiano di lunga durata (1947-1964). Nehru stesso era Primo Ministro dell'India al momento della ricezione del premio. |
| 1957 | Govind Ballabh Pant      | Uttarakhand                                       | Jawaharlal Nehru, Indian National Congress           | L'attivista per l'indipendenza Pant fu premier delle Province Unite (1937-1939, 1946–50) e primo ministro capo dell'Uttar Pradesh (1950-1954). Ha servito come ministro degli Interni dell'Unione dal 1955 al 1961. |
| 1958 | Dhondo Keshav Karve      | Maharashtra                                       | Jawaharlal Nehru, Indian National Congress           | Riformatore sociale ed educatore, Karve è ampiamente noto per le sue opere legate all'educazione delle donne e al nuovo matrimonio delle vedove indù. Fondò la Widow Marriage Association (1883), Hindu Widows Home (1896), e fondò la Shreemati Nathibai Damodar Thackersey Women's University nel 1916. |
| 1961 | Bidhan Chandra Roy       | Ovest Bengala                                     | Jawaharlal Nehru, Indian National Congress           | Medico, leader politico, filantropo, educatore e assistente sociale, Roy è spesso considerato come "Creatore del Bengala occidentale moderno". Fu il secondo ministro principale del Bengala Occidentale (1948-1962) e il suo compleanno il 1 ° luglio viene celebrato come Giornata nazionale dei medici in India. |
| 1961 | Purushottam Das Tandon   | Uttar Pradesh                                     | Jawaharlal Nehru, Indian National Congress           | Spesso intitolato "Rajarshi", Tandon era un attivista per l'indipendenza ed è stato relatore dell'Assemblea legislativa dell'Uttar Pradesh (1937–50). È stato attivamente coinvolto in una campagna per ottenere lo status di lingua ufficiale in hindi. |
| 1962 | Rajendra Prasad          | Bihar                                             | Jawaharlal Nehru, Indian National Congress           | Attivista per l'indipendenza, avvocato, statista e studioso, Prasad era strettamente associato al Mahatma Gandhi nel movimento di non cooperazione per l'indipendenza indiana. Successivamente fu eletto primo presidente dell'India (1950-1962). |
| 1963 | Zakir Husain             | Uttar Pradesh                                     | Jawaharlal Nehru, Indian National Congress           | Attivista per l'indipendenza e filosofo dell'educazione, Husain è stato Vice Cancelliere della Aligarh Muslim University (1948-1956) e Governatore del Bihar (1957-1962). Successivamente, fu eletto come secondo vicepresidente dell'India (1962-1967) e divenne il terzo presidente dell'India (1967-1969). |
| 1963 | Pandurang Vaman Kane     | Maharashtra                                       | Jawaharlal Nehru, Indian National Congress           | Indologo e studioso sanscrito, Kane è meglio conosciuto per la sua opera letteraria in cinque volumi, Storia del Dharmaśāstra: Diritto religioso e civile antico e medievale in India; l'opera "monumentale" che si estende su quasi 6.500 pagine e viene pubblicata dal 1930 al 1962. |
| 1966 | Lal Bahadur Shastri      | Uttar Pradesh                                     | Indira Gandhi, Indian National Congress              | Conosciuto per il suo slogan "Jai Jawan Jai Kisan" ("Ave il soldato, Ave il contadino"), l'attivista per l'indipendenza Shastri è stato il secondo primo ministro dell'India (1964-1966) e ha guidato il paese durante la guerra indo-pakistana del 1965. |
| 1971 | Indira Gandhi            | Uttar Pradesh                                     | Indira Gandhi, Indian National Congress              | Conosciuta come "Iron Lady of India", Gandhi fu Primo Ministro dell'India nel periodo 1966-1977 e 1980-1984. Durante la guerra indo-pakistana del 1971, il suo governo appoggiò la guerra di liberazione del Bangladesh che portò alla formazione di un nuovo paese, il Bangladesh. Gandhi stessa era Primo Ministro dell'India al momento della ricezione del premio. |
| 1975 | V. V. Giri               | Odisha                                            | Indira Gandhi, Indian National Congress              | Mentre studiava all'University College di Dublino, Giri era coinvolto nel movimento irlandese Sinn Féin. Rientrato in India, organizzò i sindacati e li portò a partecipare attivamente alla lotta per la libertà indiana. Dopo l'indipendenza, Giri ha ricoperto incarichi di Governatore di Uttar Pradesh, Kerala e Mysore e di vari altri ministeri del governo. Divenne il primo presidente ad agire e alla fine fu eletto come quarto presidente dell'India (1969-1974). |
| 1976 | K. Kamaraj               | Tamil Nadu                                        | Indira Gandhi, Indian National Congress              | L'attivista per l'indipendenza e lo statista Kamaraj erano tre ministri del Tamil Nadu; 1954-1957, 1957-1962 e 1962-1963. |
| 1980 | Madre Teresa             | Ovest Bengala (Nata a Skopje, ora Nord Macedonia) | Indira Gandhi, Indian National Congress              | "Santa Madre Teresa di Calcutta" era una suora cattolica e fondatrice delle Missionarie della Carità, una congregazione religiosa cattolica romana, che gestisce case per persone che muoiono di HIV / AIDS, lebbra e tubercolosi. Ha ricevuto il premio Nobel per la pace per il suo lavoro umanitario nel 1979 ed è stata beatificata il 19 ottobre 2003 da Papa Giovanni Paolo II e canonizzata il 4 settembre 2016 da Papa Francesco. |
| 1983 | Vinoba Bhave             | Maharashtra                                       | Indira Gandhi, Indian National Congress              | Attivista dell'indipendenza, riformatore sociale e stretto collaboratore del Mahatma Gandhi, Bhave è noto soprattutto per il suo movimento Bhoodan, "Land-Gift Movement". Gli fu conferito il titolo onorifico "Acharya" ("insegnante") e gli fu assegnato il Ramon Magsaysay Award (1958) per il suo lavoro umanitario. |
| 1987 | Khan Abdul Ghaffar Khan  | Pakistan                                          | Rajiv Gandhi, Indian National Congress               | Ampiamente noto come "Frontier Gandhi", attivista per l'indipendenza e leader pashtun Khan era un seguace del Mahatma Gandhi. Si è unito al movimento Khilafat nel 1920 e ha fondato Khudai Khidmatgar ("movimento della camicia rossa") nel 1929. |
| 1988 | M. G. Ramachandran       | Tamil Nadu                                        | Rajiv Gandhi, Indian National Congress               | L'attore diventato politico Ramachandran è stato Primo Ministro del Tamil Nadu per tre mandati; 1977-1980, 1980-1984, 1985-1987. |
| 1990 | B. R. Ambedkar           | Madhya Pradesh                                    | Vishwanath Pratap Singh, Janata Dal (National Front) | Riformatore sociale e leader dei Dalit, Ambedkar fu il principale architetto della Costituzione indiana e fu anche il primo Ministro della Legge dell'India. Ambedkar fece principalmente una campagna contro la discriminazione sociale con Dalits, il sistema varna indù. Fu associato al movimento buddista Dalit e accettò il buddismo come religione insieme ai suoi quasi mezzo milione di seguaci il 14 ottobre 1956. |
| 1990 | Nelson Mandela           | South Africa                                      | Rajiv Gandhi, Indian National Congress               | Capo del movimento anti-apartheid in Sudafrica, Mandela è stato presidente del Sudafrica (1994-1999). Spesso chiamato come "Gandhi del Sudafrica", il movimento del Congresso nazionale africano di Mandela è stato influenzato dalla filosofia gandhiana. Nel 1993, gli è stato assegnato il premio Nobel per la pace. |
| 1991 | Rajiv Gandhi             | Uttar Pradesh                                     | P. V. Narasimha Rao, Indian National Congress        | Gandhi fu il sesto Primo Ministro dell'India in servizio dal 1984 al 1989. |
| 1991 | Vallabhbhai Patel        | Gujarat                                           | P. V. Narasimha Rao, Indian National Congress        | Ampiamente noto come "Iron Man of India", Patel fu un attivista per l'indipendenza e il primo vice primo ministro dell'India (1947–50). Dopo l'indipendenza, "Sardar" ("Leader") Patel ha lavorato con V. P. Menon per dissolvere 555 stati principeschi nell'unione indiana. |
| 1991 | Morarji Desai            | Gujarat                                           | P. V. Narasimha Rao, Indian National Congress        | L'attivista per l'indipendenza Desai è stato il quarto Primo Ministro dell'India (1977-1979). È l'unico cittadino indiano a ricevere il Nishan-e-Pakistan, il più alto riconoscimento civile assegnato dal governo del Pakistan. |
| 1992 | Abul Kalam Azad          | West Bengal                                       | P. V. Narasimha Rao, Indian National Congress        | L'attivista per l'indipendenza Azad è stato il primo ministro dell'istruzione indiano e ha lavorato per l'istruzione primaria gratuita. Era ampiamente noto come "Maulana Azad" e il suo compleanno l'11 novembre viene celebrato come Giornata nazionale dell'educazione in India. |
| 1992 | J. R. D. Tata            | Maharashtra                                       | P. V. Narasimha Rao, Indian National Congress        | Industriale, filantropo e pioniere dell'aviazione, Tata fondò la prima compagnia aerea indiana Air India. È fondatore di vari istituti tra cui Tata Institute of Fundamental Research, Tata Memorial Hospital, Tata Institute of Social Sciences, Tata Motors, TCS, National Institute of Advanced Studies e National Center for the Performing Arts. |
| 1992 | Satyajit Ray             | West Bengal                                       | P. V. Narasimha Rao, Indian National Congress        | Dopo aver debuttato come regista con Pather Panchali (1955), il regista Ray ha il merito di aver portato il riconoscimento mondiale al cinema indiano. Nel 1984, Ray ricevette il Dadasaheb Phalke Award, il più alto riconoscimento indiano nel cinema. |
| 1997 | Gulzarilal Nanda         | Punjab                                            | H D Deve Gowda, Janata Dal Coalition                 | L'attivista per l'indipendenza Nanda fu due volte Primo Ministro ad interim dell'India (1964, 1966) e due volte vicepresidente della Commissione di pianificazione. |
| 1997 | Aruna Asaf Ali           | West Bengal                                       | Inder Kumar Gujral, Janata Dal (United Front)        | L'attivista per l'indipendenza Ali è meglio conosciuto per aver issato la bandiera indiana a Bombay durante il movimento Quit India nel 1942. Dopo l'indipendenza, Ali è stato eletto primo sindaco di Delhi nel 1958. |
| 1997 | A. P. J. Abdul Kalam     | Tamil Nadu                                        | Inder Kumar Gujral, Janata Dal (United Front)        | Scienziato aerospaziale e della difesa, Kalam è stato coinvolto nello sviluppo del primo veicolo di lancio satellitare SLV III dell'India ed è stato architetto del programma di sviluppo missilistico guidato integrato. Ha lavorato per il Comitato nazionale indiano per la ricerca spaziale, l'Organizzazione per la ricerca spaziale indiana, il laboratorio di ricerca e sviluppo della difesa ed è stato nominato Consigliere scientifico del Ministro della Difesa, Segretario del Dipartimento di Ricerca e Sviluppo della Difesa e Direttore Generale dell'Organizzazione per la Ricerca e Sviluppo della Difesa. Successivamente, è stato l'undicesimo presidente dell'India dal 2002 al 2007. |
| 1998 | M. S. Subbulakshmi       | Tamil Nadu                                        | Inder Kumar Gujral, Janata Dal (United Front)        | La cantante classica carnatica Subbulakshmi era di Madurai, Tamil Nadu. È conosciuta per la sua voce divina e spesso è salutata come "Regina delle canzoni", la prima musicista indiana a ricevere il premio Ramon Magsaysay per il suo servizio pubblico. È stata onorata come artista residente Aasthana Vidwan di Tirumala Tirupati Devasthanam. La Tirupati Urban Development Authority (TUDA) ha installato una sua statua in bronzo in città. Le sue numerose interpretazioni famose includono il canto di Bhaja Govindam, Vishnu Sahasranamam (1000 nomi di Vishnu), Hari Tuma Haro, Venkateswara Suprabhatam (inni musicali per risvegliare Lord Balaji al mattino presto), Annamacharya Sankirtanas e Tamil Tevaram. Ha anche recitato in alcuni film tamil in gioventù dal 1938 al 1947. Ha donato molti dei diritti d'autore su diversi dischi più venduti a molte organizzazioni di beneficenza. |
| 1998 | Chidambaram Subramaniam  | Tamil Nadu                                        | Inder Kumar Gujral, Janata Dal (United Front)        | Attivista dell'indipendenza ed ex ministro dell'agricoltura dell'India (1964-1966), Subramaniam è noto per il suo contributo alla rivoluzione verde in India. Alla fine degli anni '70 ha lavorato per l'International Rice Research Institute, Manila, e l'International Maize and Wheat Research Institute, in Messico. |
| 1999 | Jayaprakash Narayan      | Bihar                                             | Atal Bihari Vajpayee, Bharatiya Janata Party (NDA)   | Attivista dell'indipendenza, riformatore sociale e comunemente indicato come "Loknayak" ("Leader del popolo"), Narayan è meglio conosciuto per il "Movimento per la rivoluzione totale" o "Movimento JP" avviato a metà degli anni '70 per "rovesciare il governo del Congresso corrotto e sfruttatore ". |
| 1999 | Amartya Sen              | West Bengal                                       | Atal Bihari Vajpayee, Bharatiya Janata Party (NDA)   | Vincitore del Nobel Memorial Prize in Economic Sciences (1998), Sen ha svolto ricerche su diversi argomenti tra cui teoria della scelta sociale, etica e filosofia politica, economia del benessere, teoria delle decisioni, economia dello sviluppo, sanità pubblica e studi di genere. |
| 1999 | Gopinath Bordoloi        | Assam                                             | Atal Bihari Vajpayee, Bharatiya Janata Party (NDA)   | L'attivista per l'indipendenza Bordoloi fu il primo Primo Ministro dell'Assam (1946–50). I suoi sforzi e la sua associazione con l'allora ministro degli Affari interni Vallabhbhai Patel furono ampiamente riconosciuti, mantenendo l'Assam unito all'India quando parti di essa si fondevano con il Pakistan orientale. |
| 1999 | Ravi Shankar             | Ovest Bengala                                     | Atal Bihari Vajpayee, Bharatiya Janata Party (NDA)   | Vincitore di quattro Grammy Awards e spesso considerato "l'esponente più noto al mondo della musica classica Hindustani", il sitarista Shankar è noto per il suo lavoro collaborativo con musicisti occidentali tra cui Yehudi Menuhin e George Harrison. |
| 2001 | Lata Mangeshkar          | Maharashtra                                       | Atal Bihari Vajpayee, Bharatiya Janata Party (NDA)   | Ampiamente accreditata come "l'usignolo dell'India", la cantante di riproduzione Mangeshkar ha iniziato la sua carriera negli anni '40 e ha cantato canzoni in oltre 36 lingue. Nel 1989, Mangeshkar ha ricevuto il Dadasaheb Phalke Award, il più alto riconoscimento indiano nel cinema. |
| 2001 | Bismillah Khan           | Bihar                                             | Atal Bihari Vajpayee, Bharatiya Janata Party (NDA)   | Giocatore di shehnai classico hindustani, Khan ha suonato lo strumento per oltre otto decenni ed è accreditato di aver portato lo strumento al centro della musica indiana. |
| 2009 | Bhimsen Joshi            | Karnataka                                         | Manmohan Singh, Indian National Congress (UPA)       | Cantante di musica classica Hindustani, Joshi era discepolo di Kirana Gharana, una scuola musicale indiana. È ampiamente noto per il genere Khyal del canto con una "padronanza del ritmo e delle note accurate". |
| 2014 | C. N. R. Rao             | Karnataka                                         | Manmohan Singh, Indian National Congress (UPA)       | Il destinatario di dottorati onorari da 63 università tra cui Purdue, IIT Bombay, Oxford, chimico e professore Rao ha lavorato in modo prominente nei settori della chimica dei materiali solidi e dei materiali, della spettroscopia e della struttura molecolare. È autore di circa 1600 articoli di ricerca e 48 libri. |
| 2014 | Sachin Tendulkar         | Maharashtra                                       | Manmohan Singh, Indian National Congress (UPA)       | Dopo aver debuttato nel 1989, Tendulkar ha giocato 664 partite internazionali di cricket in una carriera che dura da oltre due decenni. Detiene vari record di cricket tra cui l'unico giocatore ad aver segnato cento secoli internazionali, il primo battitore a segnare un doppio secolo in un One Day International e l'unico giocatore a completare più di 30.000 prove sia in ODI che in test di cricket. |
| 2015 | Madan Mohan Malaviya     | Uttar Pradesh                                     | Narendra Modi, Bharatiya Janata Party (NDA)          | Studioso e riformatore dell'istruzione Malaviya è fondatore di Akhil Bharatiya Hindu Mahasabha (1906) e Banaras Hindu University e ha ricoperto l'incarico di vicecancelliere dell'università dal 1919 al 1938. È stato presidente del Congresso nazionale indiano per quattro mandati e presidente di Hindustan Tempi dal 1924 al 1946. |
| 2015 | Atal Bihari Vajpayee     | Madhya Pradesh                                    | Narendra Modi, Bharatiya Janata Party (NDA)          | Parlamentare per oltre quattro decenni, Vajpayee è stato eletto nove volte al Lok Sabha, due volte al Rajya Sabha ed è stato Primo Ministro dell'India per tre mandati; 1996, 1998, 1999–2004. È stato ministro degli affari esteri nel periodo 1977-1979 e nel 1994 è stato insignito del titolo di "miglior parlamentare". |
| 2019 | Pranab Mukherjee         | Ovest Bengala                                     | Narendra Modi, Bharatiya Janata Party (NDA)          | Mukherjee è un politico indiano che ha servito come 13 ° presidente dell'India dal 2012 al 2017. In una carriera politica che dura da cinque decenni, Mukherjee è stato un leader senior del Congresso nazionale indiano e ha occupato diversi portafogli ministeriali nel governo dell'India. Prima della sua elezione a Presidente, è stato Ministro delle finanze dell'Unione dal 2009 al 2012. |
| 2019 | Bhupen Hazarika          | Assam                                             | Narendra Modi, Bharatiya Janata Party (NDA)          | Hazarika (8 settembre 1926 - 5 novembre 2011) era un cantante, paroliere, musicista, poeta e regista indiano di Assam, ampiamente noto come Sudhakantha. Le sue canzoni, scritte e cantate principalmente in lingua assamese da sole, sono contrassegnate dall'umanità e dalla fratellanza universale e sono state tradotte e cantate in molte lingue, in particolare in bengalese e hindi. |
| 2019 | Nanaji Deshmukh          | Maharashtra                                       | Narendra Modi, Bharatiya Janata Party (NDA)          | Chandikadas Amritrao Deshmukh noto anche come Nanaji Deshmukh (11 ottobre 1916-27 febbraio 2010) era un attivista sociale indiano. Ha lavorato nei settori dell'educazione, della salute e dell'autosufficienza rurale. Era un leader del Bharatiya Jana Sangh e anche un membro del Rajya Sabha. |
| 2024 | Karpoori Thakur          | Bihar                                             | Primo ministro del Bihar                             | Thakur era un politico, che ha servito due mandati come 11º Primo Ministro del Bihar, dal 1970 al 1971 e dal 1977 al 1979. Nel 1978, ha introdotto la politica di prenotazione nei posti di lavoro del governo statale. |
| 2024 | L. K. Advani             | Delhi                                             | Primo ministro dell'India                            | Advani è un politico che ha servito come settimo vice primo ministro indiano dal 2002 al 2004.È uno dei cofondatori del Bharatiya Janata Party ed è accreditato di aver scritto l'ascesa del BJP come una delle principali forze politiche attraverso il movimento Ram Janmabhoomi. |
| 2024 | P. V. Narasimha Rao      | Telengana                                         | Primo ministro del Sud dell'India                    | Narasimha Rao, era un avvocato e politico indiano che ha servito come nono primo ministro dal 1991 al 1996. Fu il primo Primo Ministro dell'India meridionale. È noto per aver introdotto varie riforme liberali nell'economia indiana. |
| 2024 | Charan Singh             | Uttar Pradesh                                     | Primo ministro                                       | Charan Singh è stato un politico indiano e un attivista per l'indipendenza che ha servito come quinto primo ministro dal 1979 al 1980. È conosciuto come il “Campione dei contadini dell'India”. È accreditato per aver introdotto misure radicali di riforma agraria e per aver portato uniformità nel settore agricolo. |
| 2024 | M. S. Swaminathan        | Tamil Nadu                                        | Agronomo, genetista e amministratore                 | Swaminathan era un agronomo, genetista e amministratore indiano, leader globale della rivoluzione verde. È stato uno dei maggiori artefici della rivoluzione verde in India, noto per la sua leadership e il ruolo nell'introduzione e nell'ulteriore sviluppo di varietà di grano e riso ad alto rendimento. |